# Фермер (фильм)
«Фермер» (англ. The Farmer, альтернативные названия: «Blazing Revenge» и «The Killer Farmer») — американский криминальный фильм, снятый в 1977 году режиссёром Дэвидом Берлацким.

## Сюжет
Бывший военный Кайл Мартин возвращается в родной город и намеревается заняться земледелием. Но покупка фермы в рассрочку оказывается невыгодной, ибо все заработанные деньги уходят на погашение процентов, а банк, несмотря на его заслуги перед страной, не хочет снижать ставку. Однажды возле его фермы в автомобильную аварию попадает местный бандит Джонни, и Кайл спасает его, вытащив из горящей машины. В благодарность Джонни дает фермеру 1500 долларов. Но даже этого мало, чтобы спасти ферму от грядущего изъятия в счёт долгов. Однажды Джонни на скачках ставит ставку после начала заезда и выигрывает 50 тысяч долларов. Разгневанный нарушением правил ипподрома местный босс мафии Пассини приказывает своим подручным убить телохранителя Джонни, а его самого ослепить серной кислотой.

## В ролях
- Льюэл Экинс — кондуктор
- Гэри Конуэй — Кайл Мартин
- Майкл Данте — Джонни О.
- Дэйв Грейг — второй солдат
- Стрэттон Леопольд — Сэм
- Рэй МакАйвер — бармен в поезде
- Джордж Мэммоли — Пассини
- Билл Мозес — представитель банка
- Джадж Паркер — игрок на банджо
- Дон Пейн — мистер Мур
- Луис Пессолано — бармен
- Джонни Попуэлл — Коннерс
- Кен Ренард — Калоша
- Тимоти Скотт — Ласка
- Сонни Шройер — Корриган
- Уэйн Стюарт — сержант
- Рой Тейтем — солдат
- Энджел Томпкинс — Бетти
- Джек Уолцер — Док Валентайн
- Эрик Уэстон — Лопи
- Лора Уайт — официантка

## Съёмки
Съёмки фильма велись с 25 сентября по 17 октября 1975 года в Атланте.

## Цензура
Чтобы избежать рейтинга «X» от Американской ассоциации кинокомпаний, некоторые сцены насилия были сокращены.

## Премьера
Премьера фильма состоялась 25 февраля 1977 года в Детройте.

## Домашнее видео
В 2006 году компания «Code Red» анонсировала релиз фильма на DVD, но этого так и не произошло.
В феврале 2022 года отреставрированная версия фильма была выпущена на Blu-ray компанией «Scorpion Releasing».